# Mary Johnson (Bluessängerin)
„Signifying“ Mary Johnson (* als Mary Williams oder Mary Smith 1905 oder 1900 in Yazoo City; † 1970 in St. Louis) war eine US-amerikanische Bluessängerin.

## Leben und Wirken
Johnson begann ihre Karriere im Showbusiness bereits als Jugendliche in St. Louis. Dort arbeitete sie häufig mit dem Bluessänger und Gitarristen Lonnie Johnson, den sie 1925 heiratete. Das Paar hatte sechs Kinder zusammen. In den frühen 1930er-Jahren ließen sie sich scheiden; gemeinsame Aufnahmen existieren nicht.
Johnson spielte 1929–36 für Decca, Paramount und Brunswick Records eine Reihe von Titeln ein, wie „Room Rent Blues“, „Barrel House Flat Blues“ (1929, mit Ike Rodgers, Posaune und Henry Brown, Piano), „Muddy Creek Blues“, darunter ihre Eigenkompositionen „Key to the Mountain Blues“, „Mary Johnson Blues“, „Mean Black Man Blues“ und „Western Union Blues“. Begleitet wurde sie bei den Aufnahmen u. a. von Kokomo Arnold, Curtis Mosby, Roosevelt Sykes, Tampa Red, Judson Brown (Piano) und Peetie Wheatstraw. Bis Mitte der 1940er-Jahre trat sie vor allem im Raum St. Louis weiter auf; in späteren Jahren arbeitete sie in einem Krankenhaus und war nur noch als  Kirchenmusikerin aktiv. Nach Ansicht von Paul Oliver, der sie kennenlernte, war sie eine Musikerin des Folk Blues.

## Diskographische Hinweise
- Complete Recorded Works in Chronological Order 1929-1936 (Document Records, ed. 1994)